# Албани (илирийско племе)
Албани или Албаной, също и Алвани или Алваной (на гръцки: Αλβανοι) са по всяка вероятност илирийско племе споменато още от Клавдий Птолемей като етнос населявал античния град Албанополис (на гръцки: Ἀλβανόπολις) разположен източно от Йонийско море, в съвременна Албания.
След завладяването на античен Епир и древна Македония от Римската република, територията около града влиза в състава на новообразуваната римска провинция Нов Епир.
Съществуването, локацията и въобще идентитета на племето и града са спорни още от средновековието, понеже съвременните албанци са епонимно и екзонимно наименовани на и по древните албани. За произхода на жителите на античния Албанополис съществуват три хипотези – илири, македони или колониалисти от Алба Лонга в Албани.